# Ingodita
La ingodita és un mineral de la classe dels sulfurs que pertany al grup de la tetradimita. Va ser descoberta l'any 1981 al dipòsit d'estany Verkhne-Ingodinskoie, situat al riu Ingodà (krai de Zabaikàlie, Rússia), del qual n'agafa el nom.

## Característiques
La ingodita és un sulfur i tel·lurur de bismut de fórmula química Bi₂TeS. A més dels elements de la seva fórmula també pot contenir impureses de plom, antimoni i seleni. Cristal·litza en el sistema trigonal. La seva duresa a l'escala de Mohs és 2,5.
Segons la classificació de Nickel-Strunz, la ingodita pertany a «02.DC - Sulfurs metàl·lics, amb variable proporció M:S» juntament amb els següents minerals: hedleyitam ikunolita, joseïta-B, kawazulita, laitakarita, nevskita, paraguanajuatita, pilsenita, skippenita, sulfotsumoïta, tel·lurantimoni, tel·lurobismutita, tetradimita, tsumoïta, baksanita, joseïta-C, protojoseïta, sztrokayita, vihorlatita i tel·luronevskita.

## Formació i jaciments
La ingodita es troba en filons de feldespat-quars i en greisen. A més del riu Ingoda, també ha estat troba en uns altres dos indrets de Rússia, a l'Argentina, el Canadà, Eslovàquia, els Estats Units, Hongria, Iran, el Japó, Polònia, Portugal, Romania, la República Txeca, l'Uzbekistan, la Xina i Zimbàbue.
Sol trobar-se associada a altres minerals com: bismutinita, joseïta, tetradimita (Ingoda, Rússia); or, bismutinita, baksanita, joseïta-A (dipòsit de Tyrnyauz, Rússia).